# Marika Rökk
Marika Rökk (ur. 3 listopada 1913 w Kairze, zm. 16 maja 2004 w Baden) – węgierska aktorka, śpiewaczka i tancerka, gwiazda niemieckiej wytwórni filmowej Universum Film AG.

## Filmografia
- 1930: Why Sailors Leave Home
- 1930: Kiss me Sergeant
- 1932: Csókolj meg, édes!
- 1935: Leichte Kavallerie
- 1936: Heißes Blut
- 1936: Der Bettelstudent
- 1937: Gasparone
- 1937: Und Du mein Schatz fährst mit
- 1937: Karussell
- 1938: Eine Nacht im Mai
- 1938: Es war eine rauschende Ballnacht
- 1939: Tanzendes Herz
- 1939: Vadrózsa
- 1939: Hallo Janine!
- 1940: Kora Terry
- 1940: Wunschkonzert
- 1940: Zirkusblut
- 1941: Frauen sind doch bessere Diplomaten
- 1941: Tanz mit dem Kaiser
- 1942: Hab mich lieb
- 1944: Die Frau meiner Träume
- 1948: Fregola
- 1950: Kind der Donau
- 1950: Die Csárdásfürstin
- 1951: Sensation in San Remo
- 1953: Die geschiedene Frau
- 1953: Maske in Blau
- 1957: Nachts im grünen Kakadu
- 1958: Bühne frei für Marika
- 1958: Das gab's nur einmal
- 1959: Die Nacht vor der Premiere
- 1960: Mein Mann, das Wirtschaftswunder
- 1962: Die Fledermaus
- 1962: Heute gehen wir bummeln
- 1962: Hochzeitsnacht im Paradies
- 1973: Die Schöngrubers
- 1987: Schloß Königswald